# Koleopterologie

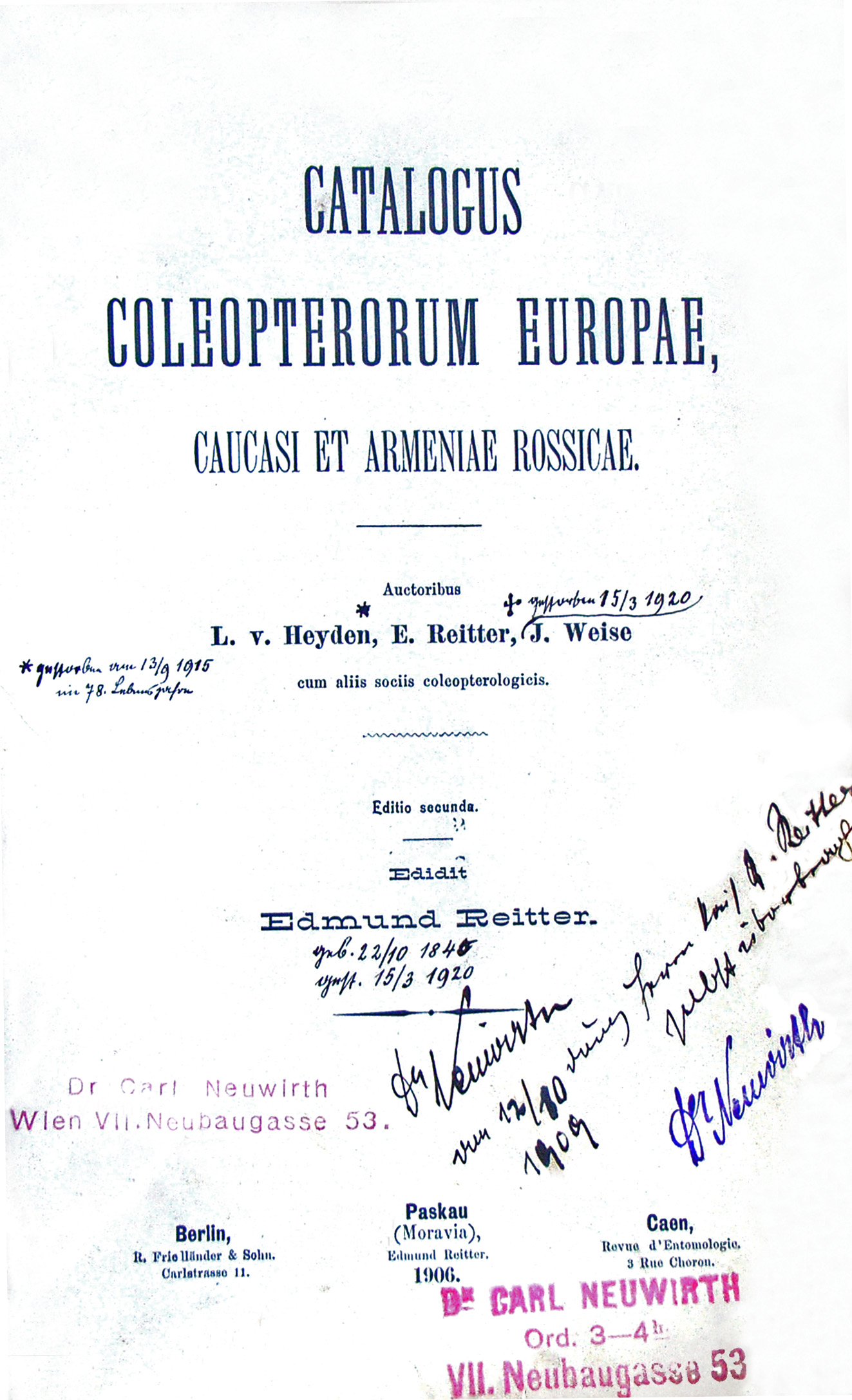
Titulní list významné práce o broucích od Edmunda Reittera (1906)

Koleopterologie je zoologická věda zabývající se studiem řádu brouků (Coleoptera); jde o odvětví entomologie.
Koleopterolog je osoba zabývající se koleopterologií ať již jako koníčkem (sběratelé, fotografové…), nebo vědecky (např. studující brouky jako škůdce lesů a dřeva, zemědělských plodin, potravin apod.).

## Významní koleopterologové

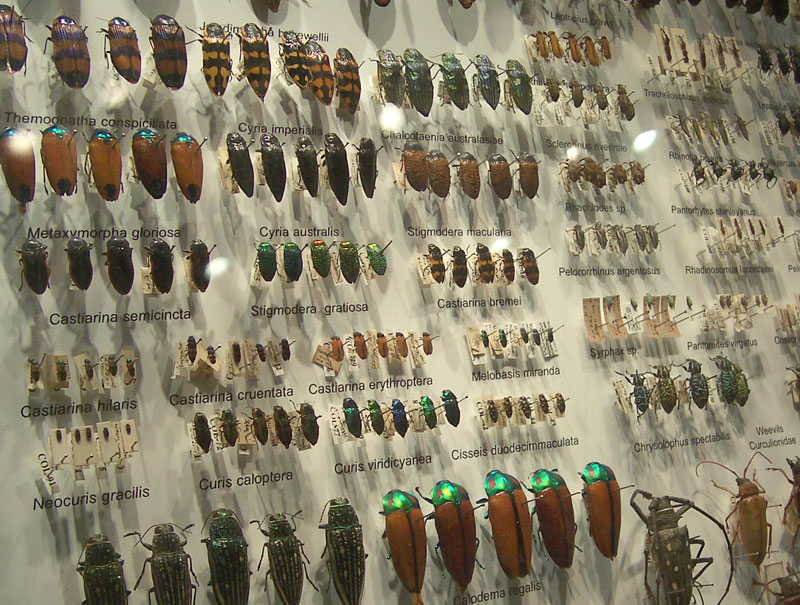
Sbírka brouků v muzeu v Melbourne

| - Charles Nicholas Aubé - Ernest Marie Louis Bedel - Charles Darwin - Johan Christian Fabricius - Johann Friedrich Wilhelm Herbst - Leopold Heyrovský - Adolf Horion - Carl Gustav Jablonsky - Karol Kočí - Gustav Kraatz | - Jean Théodore Lacordaire - Pierre André Latreille - Carl Linné - Carl Gustaf Mannerheim - Gustaf von Paykull - Edmund Reitter - Giovanni Antonio Scopoli - Karl E. Schedl - Josef Rudolf Winkler |